# Высоковольтная линия постоянного тока Кабора-Басса
Высоковольтная линия постоянного тока Кабора-Басса — HVDC-линия между гидроэлектростанцией Кабора-Басса в Мозамбике, и Йоханнесбургом, ЮАР. Биполярная ЛЭП может передавать мощность до 1920 МВт при напряжении +/-533 кВ и токе 1800 ампер. В схеме используются тиристоры, которые, в отличие от других HVDC-схем, расположены на открытом воздухе, а не в зале. Из-за большой длины (1420 км) и расположения в труднодоступной местности, HVDC-Кабора-Басса выполнена в виде двух монополярных линий, отстоящих друг от друга на 1 километр. В случае отказа одной из линий передача электроэнергии возможна через неповрежденную линию, используя землю в качестве проводника.
С 1985 года линия простаивала из-за гражданской войны в Мозамбике. Её работа была полностью возобновлена лишь в 1998 году.

## Описание
Проект Кабора-Басса является совместным предприятием двух электроэнергетических компаний Electricity Supply Commission, Eskom (Йоханнесбург, ЮАР) и Hidroelectrica de Cahora Bassa (HCB) (фирма, принадлежащая правительствам Португалии (15 %) и Мозамбика (85 %)). Оборудование было построено и поставлено ZAMCO — консорциумом AEG — Telefunken JV, Brown Boveri Company и Siemens AG.
Система была введена в эксплуатацию в три этапа, начиная с четырёх преобразовательных мостов в марте 1977 года, до полной мощности в восемь мостов в июне 1979 года.
ЛЭП проходит от преобразовательной станции Songo, расположенной рядом с ГЭС Кабора-Басса, до преобразовательной станции Apollo вблизи Йоханнесбурга. Каждая из стальных опор на трассе несет две связки из четырёх кабелей сечением 565мм², и один кабель сечением 117мм² для заземления. Всего приблизительно 7000 опор со средней длиной пролета 426 метров. Заземление для монополярного режима выполнено графитовыми электродами на каждой станции. Линия постоянного тока имеет сглаживающие реакторы.
Тиристорные вентили наружной установки, с масляным охлаждением. Каждый вентиль состоит из двух групп тиристоров, включенных параллельно. Каждая станция имеет восемь преобразовательных мостов, в общей сложности 22656 тиристоров установлено на обоих концах линии. Фильтры высших гармоник, настроенные на 5, 7, 11 и 13 гармоник сети 50 Гц, установлены на каждой станции, около 195 Мвар на Apollo и 210 Мвар на Songo.

## Восстановление после гражданской войны
После гражданской войны, закончившейся в 1992 году, одним из многочисленных последствий десятилетий вражды было повреждение HVDC-линий. Почти все из 4200 опор, расположенных на линии длиной 893 км в Мозамбике, необходимо было заменить или отремонтировать. Эта работа была начата в 1995 году и завершилась в конце 1997 года. Система была полностью восстановлена к 1998 году.
Впоследствии Eskom начал подачу электроэнергии в Мозамбик на 400 кВ, на условиях, аналогичных с первоначальным соглашением от электростанции Arnot в Мпумаланга через Свазиленд. Основная цель этой инфраструктуры — обеспечение электроэнергией алюминиевого завода компании Mozal, управляемой BHP Billiton.

## Реконструкция преобразовательной станции Apollo
В августе 2006 южноафриканская энергетическая компания Eskom заключила договор с ABB на реконструкцию станции Apollo. Модернизированная подстанция должна позволить увеличить пропускную способность системы с 1920 МВт до 2500 МВт, а также подготовит систему к будущей модернизации до мощности 3960 МВт.
Реконструкция включала замену тиристорных вентилей и их систему охлаждения, ремонт или замену высокочастотных фильтров, замену устройств защиты и автоматики. Старые тиристорные блоки с масляным охлаждением были заменены новыми с воздушным охлаждением, которые так же располагаются на открытом воздухе.
Модернизация позволила значительно увеличить надёжность и уменьшить необходимость технического обслуживания станции. Реконструкция была выполнена в самое короткое время, и с минимальным нарушением пропускной способности ЛЭП. Пропускная способность линия была уменьшена на 50 % на период три месяца, и на 25 % — на два месяца.